# Guerres gòtiques
Les guerres gòtiques són un conjunt d'enfrontaments entre els gots i l'Imperi Romà.
- La guerra gòtica (250-251): una confederació de gots i escites s'enfronten a l'Imperi Romà.
- La guerra gòtica (267-269)
- La guerra gòtica (367-369): teruings i greutungs s'enfronten a l'Imperi Romà d'Orient i l'Imperi Romà d'Occident
- La guerra gòtica (376-382): teruings i greutungs s'enfronten a l'Imperi Romà d'Orient.
- La guerra gòtica (395-398): Primera revolta d'Alaric.
- La guerra gòtica (401-403): Els visigots s'enfronten a l'Imperi Romà d'Occident.
- La guerra gòtica, part de la renovatio imperii de Justinià I el Gran.